# Phanogomphus borealis
Phanogomphus borealis is een echte libel uit de familie van de rombouten (Gomphidae).
De wetenschappelijke naam van de soort werd in 1901 als Gomphus borealis gepubliceerd door James George Needham.